# Wonolelo (Wonosobo)
Wonolelo is een bestuurslaag in het regentschap Wonosobo van de provincie Midden-Java, Indonesië. Wonolelo telt 3437 inwoners (volkstelling 2010).